# Paralamiodorcadion schmidi
Paralamiodorcadion schmidi – gatunek chrząszcza z rodziny kózkowatych i podrodziny zgrzypikowych. Jedyny przedstawiciel rodzaju Paralamiodorcadion.

## Zasięg występowania
Gatunek ten występuje w Indiach.